# Farářský rybník
Farářský rybník je přírodní památka jeden kilometr západně od obce Drahov v okrese Tábor. Správa Jihočeský kraj. Důvodem ochrany je ojedinělé naleziště leknínu bílého (Nymphaea alba).